# Rig Lajos
Rig Lajos (Tapolca, 1974. november 13. –) magyar mentőápoló, korábbi országgyűlési képviselő, 2015-ig Tapolca város alpolgármestere.

## Élete
Szülővárosában él és dolgozik. Gyermekkorában Kővágóörsön élt, általános iskoláját is itt végezte, majd a Veszprémi Kállai Éva Egészségügyi Szakközépiskolában tanult 1989 és 1993 között. 1993–1994-ben katona volt a zalaegerszegi Petőfi Sándor Laktanyában. 1994-ben leszerelése után jelentkezett a Tapolcai Városi Kórházba, volt ápoló, aneszteziológiai szakasszisztens, valamint vezető asszisztens is. 1997-ben végezte el a felnőttszakápoló-tanfolyamot. 2009-ben a tapolcai kórház szakszervezetének elnökévé választották. Nős, négy gyermek apja.

### Politikai tevékenysége
2008-tól a Jobbik Magyarországért Mozgalom tagja. 2010-ben az Önkormányzati Választásokon mandátumot szerzett, amelyet 2014-es választásokon megvédett. 2014-től Tapolca város alpolgármestere volt, de 2015. április 12-én a Veszprém megye 03. számú egyéni választókerület (Tapolca) országgyűlési képviselővé választotta, ezért az összeférhetetlenségi szabályok értelmében önkormányzati képviselői mandátumáról, illetve alpolgármesteri pozíciójáról le kellett mondania. A 2018-as országgyűlési választáson Rig Lajos alul maradt a fideszes Fenyvesi Zoltánnal szemben, ellenben Vona Gábor lemondása miatt listáról bekerült az Országgyűlésbe.
A 2021-es magyarországi ellenzéki előválasztáson a Jobbik – a Mindenki Magyarországa Mozgalom támogatásával – ismét a tapolcai választókerületben indította, ahol egyetlen jelöltként győzött. A 2022-es választáson viszont csak a második helyet sikerült elérnie a fideszes Navracsics Tiborral szemben, és mivel pártlistán nem szerepelt, nem jutott be a parlamentbe. Egy nappal a választás után bejelentette, hogy végleg visszavonul a politikától.